# 人間回収車
『人間回収車』（にんげんかいしゅうしゃ）は、泉道亜紀による日本の漫画作品。オムニバス型式のホラー漫画で、『ちゃおデラックス』および『ちゃおデラックスホラー』にてシリーズ連載された。2017年にはノベライズ版も刊行された。
2021年4月30日より『ちゃおチャンネル』にてアニメーションが毎週金曜日に配信が開始された。

## 概要
ストーリーの多くは、主人公の少女が悪人･悪人でなくとも性格や言動に難がある人物である。それゆえ回収されたら戻って来られない、もしくは回収されなかったが違う意味でバッドエンドという形である。その原因としては家庭事情や対人関係が多い傾向にある。また、仮に回収人を含む周囲の人間が主人公の心の傷に気が付き、問題解決へ行動を起こせば防ぐことができた悲劇もある。
しかし、主人公の少女が善人の話も少なからずあり、その場合は必要としてくれる者がいるため回収を免れてハッピーエンドであることが多い。
なお、数は極めて少ないが、一部には悪人でなくとも性格や言動に難がある少女が主人公のストーリーの場合でも、主人公が回収を免れたことにより自分の行いを反省して改心し、バッドエンドにならずにすむ話もある。
読者として主に小・中学生の女子を想定している関係上、回収リストは基本的に女子のみである。学校や登場人物は回ごとに異なるが、基本的に女子を中心に話は進み、男子はサブキャラクターとして登場する。しかし、後に展開された文庫版では男子が主人公の話もある。上記より基本的には中高生がメインとなっているが、小学生がメインの話もある。

## あらすじ
どこからともなく現れる黒づくめの軽トラック「人間回収車」。一見すると普通の粗大ゴミの回収車だが、その車の回収するものは不要な人間であり、一人でもその人間を「必要」と思う者がいれば助かるという。不要な人間としてそのままどこかへ回収される者、誰かに「必要」とされ救われる者、そして回収されずとも最悪の結末を迎える者、人間回収車に出会った者の行き着く先は…？

## 登場人物
声の項はボイスコミック版の声優を記載する（『回収リスト 堀越 美雪』も同様とする）。

### 人間回収車の業者
人間回収車の回収人は、主に黒いスーツ姿で髑髏マークがついた帽子に黒手袋の出で立ちである。黒髪ロングヘアの回収人以外はいずれも前髪で片目を隠しているが、回収人の本名およびその正体などは一切謎に包まれている。シルエットでの登場であるものの、以下4人以外にも数多くの回収人が登場している。また、運転手たちには回収された人間の心を見抜いている描写がある。さらに、一部には回収人が携帯電話を渡し、回収された人間の周囲についての事実を見せることがある。
黒髪の回収人
声 - 川島樹
身長173センチメートル、血液型A型、好きなもの - 甘いもの、嫌いなもの - 人間、虫
黒い前髪で片目を隠しており、人間回収車の回収人の1人である青年。どのような相手にも礼儀正しく敬語を使い、普段は常に笑みを浮かべている。しかし、時々目を見開いた不気味な笑みを見せる。
回収品が善人だった場合には優しい言葉を口にして諭すこともあるが、複雑な心情を見せる（「虫唾が走る」と発言することもある等）こともある。また、金髪の回収人との様々な会話で、金髪の回収人が「いつもスカしてるくせにほんと中身ガキだよな」と発言したため、意外と子供っぽい一面があると思われる。
理由は明らかにされていないが、上司である黒髪ロングヘアの回収人を苦手としている。
元々は人間で、常に地獄を見てきた。
金髪の回収人
人間回収人の1人で、ウェーブがかった金髪に前髪で片目を隠している青年。ネクタイは緩めにつけている。ウェービーヘアの回収人（後述）とはどこか容姿が似ているが、詳しい関係性は不明である。
黒髪の回収人とは違い、多少乱暴な口調かつ粗野な性格で、自分に文句をつける者には誰であろうと容赦のない怖い一面を持つ。その上、黒髪の回収人が回収を取り止めた相手を強引に回収したり、自分の回収車の前に飛び出してきた相手を躊躇いもなく撥ね飛ばすという残忍さも併せ持つ。また、本人曰く「性格に難がある者の方が不要」のようである。
しかし完全に冷酷という訳ではなくと、性根は優しい。
コミックス収録の4コマ漫画「がんばれ!　金髪くん!!」では題名通り、主人公を務めている。
黒髪ロングヘアの回収人
声 - 貴嶋美愛
黒髪の回収人と金髪の回収人の上司にあたる黒髪ロングヘアの女性。他の3人の回収人とは異なり、前髪で片目を隠していない。なぜか黒髪の回収人は彼女のことを苦手としており、ウェービーヘアの回収人も裏で彼女をおばさん呼ばわりして忌み嫌っている。
黒い水晶玉で相手の未来を当てる謎の占い師や学校の養護教諭、おまじないグッズを売っている店の店員など様々な顔を持っている。暇をつぶしながら仕事をしているため、黒髪の回収人に突っ込まれることもある。
ウェービーヘアの回収人
ロングウェービーの銀髪に前髪で片目を隠した少女。リボンは緩めにつけている。人間の悪意を引き出し、操る能力を持っているらしい。
表向きは容姿端麗な美少女だが、彼女自身は黒髪の回収人に恋心を抱いている。それゆえ、彼以外には殆ど眼中にない高飛車かつ腹黒い本性の持ち主である。その一方で依頼による回収制度をよく思っておらず、回収券を手あたり次第にばらまく、公私混同で嫌いな人間を回収させる等、回収するならどのような手も使うべきだと考えている。

## 関連用語
人間回収車
不要な人間を次々回収していく謎の黒い回収車。外観は髑髏のマークの付いた軽トラックであり、（黒髪の回収人曰く）この世には数えきれないほどの人間回収車が存在するらしい。
回収した人間は荷台部分に乗せられ、荷台部分からは回収した人間を眠らせる催眠ガスのようなものを噴出される。
不要な人間はそのままどこかへ連れていかれることになるが、家族や友人のような回収された人間を心から必要とする者が一人でも現れれば、その人間は戻ってくることが可能。
回収の際にはいくつか条件がある。
人間回収券
使用によって回収を行う場合は回収したい相手にそれを貼り付けることで回収人が現れて回収に来る。回収券自体は回収人以外の者には剥がせないが、回収した人間が必要な人間として戻ってきた際は「集荷手数料」として回収券の使用者自身が回収されることになる。
通常の回収とは違い、家族や友人、その者を必要とする人間が例え何人現れようとも、戻ってくることは不可能（しかし例外として、『回収リスト 河井 真穂』での真穂は回収券が不良品（実際は黒髪の回収人によるウソ）だったということで返却された）。
アプリ
使用によって回収を行う場合は回収したい相手の写真を撮って「回収する」の項目を選択することでその相手を回収することができる。しかし、回収した人間が必要な人間として戻ってきた場合は同じ相手を再度回収するのは不可能であり、アプリの使用者が回収されることになる。

## 書誌情報

### 漫画
- 泉道亜紀 『人間回収車』 小学館 〈ちゃおホラーコミックス〉、全12巻
  1. 2013年7月1日発売[5] 、『ちゃおデラックスホラー』2011年7月増刊号、2012年7月増刊号、11月増刊号、2013年3月増刊号、『ちゃおデラックス』2013年4月春の超大増刊号、ISBN 978-4-09-135540-9
    - ラッキーガールズ（『ちゃおデラックス』2012年2月春待ち超大増刊号）
    - エッセイ劇場 〜まさかのホラー!!〜（描きおろし）

  2. 2014年5月30日発売[6] 、『ちゃおデラックス』2013年8月夏の超大増刊号、12月冬の超大増刊号、2014年2月春待ち超大増刊号、『ちゃおデラックスホラー』2013年9月20日夏号、2014年3月20日冬号、ISBN 978-4-09-136140-0
    - ゴーストリート（『ちゃおデラックス』2013年2月春待ち超大増刊号）
    - エッセイ劇場 〜まさかの恐怖体験〜（描きおろし）

  3. 2014年11月28日発売[7] 、『ちゃおデラックス』2014年5月号、7月号、9月号、11月号、『ちゃおデラックスホラー』2014年10月増刊号、ISBN 978-4-09-136607-8
    - 私立エレメント学園非公認うらない部 星巳 鈴の事件簿（『ちゃおデラックス』2014年9月号）
    - エッセイ劇場 〜漫画家デビューまでの道のり〜（描きおろし）

  4. 2015年10月1日発売[8] 、『ちゃおデラックス』2015年1月号、3月号、5月号、7月号、『ちゃおデラックスホラー&ミステリー』2015年7月号、ISBN 978-4-09-137885-9
    - みせかけっ娘（『ちゃお』2012年1月号）
    - エッセイ劇場 〜漫画制作現場の巻〜（描きおろし）

  5. 2016年9月30日発売[9] 、『ちゃおデラックス』2016年1月号、3月号、5月号、9月号、『ちゃおデラックスホラー』2016年3月増刊号、ISBN 978-4-09-138798-1
    - ヒミツの七変化（『ちゃおデラックス』2012年8月夏の超大増刊号）

  6. 2017年12月27日発売[10] 、『ちゃおデラックス』2016年7月号、11月号、2017年1月号、『ちゃおデラックスホラー』2016年9月増刊号、2017年3月増刊号、ISBN 978-4-09-870018-9
    - エピソード0[11]（『ちゃお』2016年9月号）
    - わたしは、人じゃないですか?（『ちゃおデラックス』2017年7月号）
    - おまけ4コマ漫画（描きおろし）
    - がんばれ!金髪くん!!（描きおろし）

  7. 2018年8月31日発売[12] 、『ちゃおデラックス』2017年3月号、5月号、9月号、11月号、『ちゃおデラックスホラー』2017年9月増刊号、ISBN 978-4-09-870200-8
    - スペシャルためしよみVer.（『ちゃお』2017年3月号）
    - がんばれ!金髪くん!!（描きおろし）
    - 闇々ガチャの言うとおり ハマり人・舞の場合（『ちゃおデラックス』2018年1月号）

  8. 2019年7月1日発売[13] 、『ちゃおデラックス』2018年7月号、9月号、11月号、『ちゃおデラックスホラー』2018年9月増刊号、『ちゃお』2019年9月号、ISBN 978-4-09-870583-2
    - がんばれ!金髪くん!!（描きおろし）
    - 闇々ガチャの言うとおり ハマり人・綾音の場合（『ちゃおデラックス』2018年3月号）

  9. 2020年6月1日発売[14] 、『ちゃおデラックス』2019年1月号、5月号、7月号、『ちゃおデラックスホラー』2019年1月増刊号、『ちゃお』2019年9月号、ISBN 978-4-09-871035-5
    - 闇々ガチャの言うとおり ハマり人・マナミの場合（『ちゃおデラックス』2018年5月号、最終話[15]）

  10. 2020年9月1日発売[16] 、『ちゃおデラックス』2019年3月号、9月号、11月号、『ちゃおデラックスホラー』2019年1月増刊号、9月増刊号、2020年1月増刊号、『ちゃお』2020年1月号、7月号、ISBN 978-4-09-871097-3
    - 人間回収車〜人間回収の手引き〜
    - 巻末おまけまんが-最恐!都市伝説-

  11. 2021年4月28日発売[17] 、『ちゃおデラックス』2020年3月号、9月号、2021年1月号、『ちゃおデラックスホラー』2009年春の大増刊号、『ちゃお』2020年5月別冊ふろく『ホラーベストコレクション 闇』、ISBN 978-4-09-871386-8
    - がんばれ!金髪くん!!（描きおろし）
    - 恋愛オンチ（『ちゃおデラックス』2009年4月春の超大増刊号、デビュー作）

  12. 2024年5月24日発売[18] 、ISBN 978-4-09-872638-7

### 小説
- 後藤リウ（著者） / 泉道亜紀（原作・イラスト）、小学館〈小学館ジュニア文庫〉、既刊3巻（2021年4月23日現在）
  1. 『人間回収車〜地獄からの使者〜』2017年5月24日発売[19]、ISBN 978-4-09-231166-4
  2. 『人間回収車〜絶望の果て先〜』2017年11月29日発売[20]、ISBN 978-4-09-231201-2
  3. 『人間回収車〜転落の闇路〜』2021年4月23日発売[21]、ISBN 978-4-09-231367-5